# Iona (Minnesota)
Iona è un comune degli Stati Uniti d'America, situato nello Stato del Minnesota, nella contea di Murray.